# Batalha de Rabã
A batalha de Rabã foi um conflito travado no outono de 958 próximo ao norte da fortaleza sitiada de Rabã entre o exército bizantino, liderado por João I Tzimisces (mais tarde imperador em 969-976), e as forças do hamadânida Emirado de Alepo sob o famoso emir Ceife Adaulá (r. 945–967). A batalha foi um grande vitória para os bizantinos, e contribuiu para o enfraquecimento do poderio militar hamadânida, que no começo dos anos 950 provou-se uma grande ameaça para o Império Bizantino.

## Antecedentes
No período de 945 a 967, o emir hamadânida de Alepo, Ceife Adaulá, foi o mais persistente oponente dos bizantinos em sua fronteira oriental, por virtude de seu controle sobre muitos dos territórios fronteiriços bizantino-muçulmanos (Thughur) e seu compromisso com a jiade. Ceife Adaulá já realizara campanhas contra os bizantinos em 938 e 940, mas foi após seu estabelecimento de um grande domínio centrado em Alepo em 945, que começou a confrontá-los anualmente. Apesar da vantagem numérica gozada pelos bizantinos, a emergência hamadânida atenuou a ofensiva bizantina que se desdobrava desde meados dos anos 920 e já tinha resultado na queda de Melitene (934), Arsamósata (940) e Calícala (949).
Seu principal inimigo durante a primeira década de conflito contínuo com os bizantinos foi o doméstico das escolas (comandante-em-chefe) Bardas Focas, o Velho. Após algumas poucas iniciativas falhas, Ceife Adaulá rapidamente estabeleceu sua supremacia: em 953, pesadamente derrotou Bardas próximo a Marache. Expedições lideradas por Bardas nos dois anos seguintes também foram derrotadas, permitindo Ceife Adaulá refortificar sua zona de fronteira e fortalecê-la contra mais ataques bizantinos. Usando sua cavalaria leve para escapar os movimentos mais lentos dos bizantinos, Ceife Adaulá também foi capaz de lançar raides destrutivos fundo em território inimigo; contudo, seus raides evitaram posições fortificadas, e ele não podia ameaçar efetivamente o controle bizantinos sobre suas conquistas recentes.
Após 955, contudo, a situação começou a mudar: o ineficaz Bardas Focas foi demitido e substituído por seu filho mais capaz, Nicéforo, sob cuja supervisão o equipamento do exército bizantino foi melhorado, seus postos preenchidos com armênios, e seu treinamento intensificado. A nova liderança bizantina, que incluía o irmão de Nicéforo, Leão, e seu sobrinho João Tzimisces, deliberou sobre uma estratégia agressiva e começou a realizar raides fundo no território hamadânida.

## Raides de Tzimisces e batalha de Rabã
Na primavera de 956, Ceife Adaulá antecipou um assalto planejado de Tzimisces à Amida na Mesopotâmia Superior, e invadiu o território bizantino primeiro. Tzimisces então capturou um passo na retaguarda de Ceife Adaulá, e atacou-o durante seu retorno. A dura batalha, travada no meio de uma chuva torrencial, resultou em uma vitória muçulmana com Tzimisces perdendo 4 000 homens. Ao mesmo tempo, contudo, Leão Focas invadiu a Síria e derrotou e capturou o primo de Ceife Adaulá, que tinha sido deixado para trás. Em 957, Nicéforo tomou e arrasou a fortaleza de Adata, e na primavera seguinte, Tzimisces invadiu a Mesopotâmia. Lá, ele capturou a fortaleza de Dara e conseguiu uma vitória esmagadora próximo a Amida sobre um exército liderado pelo tenente favorito de Ceife Adaulá, o circassiano Naja. Das 10 000 tropas de Naja, Tzimisces relatadamente matou metade e capturou mais da metade dos sobreviventes.
Reforçado com mais tropas sob o paracemomeno Basílio Lecapeno, Tzimisces em junho atacou Samósata e a fortaleza de Rabã, ao sul de Adata. Foi lá que Ceife Adaulá veio confrontá-lo. A batalha que se seguiu (ocorrendo entre 18 de outubro e 15 de novembro de 958) foi dura - o primo de Ceife Adaulá e o poeta da corte Abu Firas diz que teria quebrado duas lanças em seu primeiro ataque - mas no final, os bizantinos prevaleceram e o exército muçulmano quebrou e fugiu. Muitos dos companheiros cortesão e gulans de Ceife Adaulá caíram durante a perseguição, enquanto mais de 1 700 de seus cavaleiros foram capturados e exibidos nas ruas de Constantinopla.

## Rescaldo
A vitória em Rabã deixou claro que os bizantinos estavam ganhando a vantagem sobre os hamadânidas. Seu sucesso também possibilitou que mantivessem controle de Samósata, significando que tinham violado a zona fortificada fronteiriça ao norte da Síria. No entanto, o governante hamadânida ainda estava em controle de um exército potente e capaz de lançar raides em território bizantino, até ele sofrer uma derrota catastrófica em novembro de 960 nas mãos de Leão Focas. Depois disso, o poder militar hamadânida foi quebrado, a Cilícia foi anexada pelos bizantinos em 964-965 e mesmo Alepo foi capturado brevemente pelos bizantinos em 962.